# 小行星1499
小行星1499（1499 Pori）是一颗主带小行星，是爾約·維薩拉在1938年10月16日于图尔库发现的。
該小行星以芬兰的城市波里命名。